# Jago (postać fikcyjna)

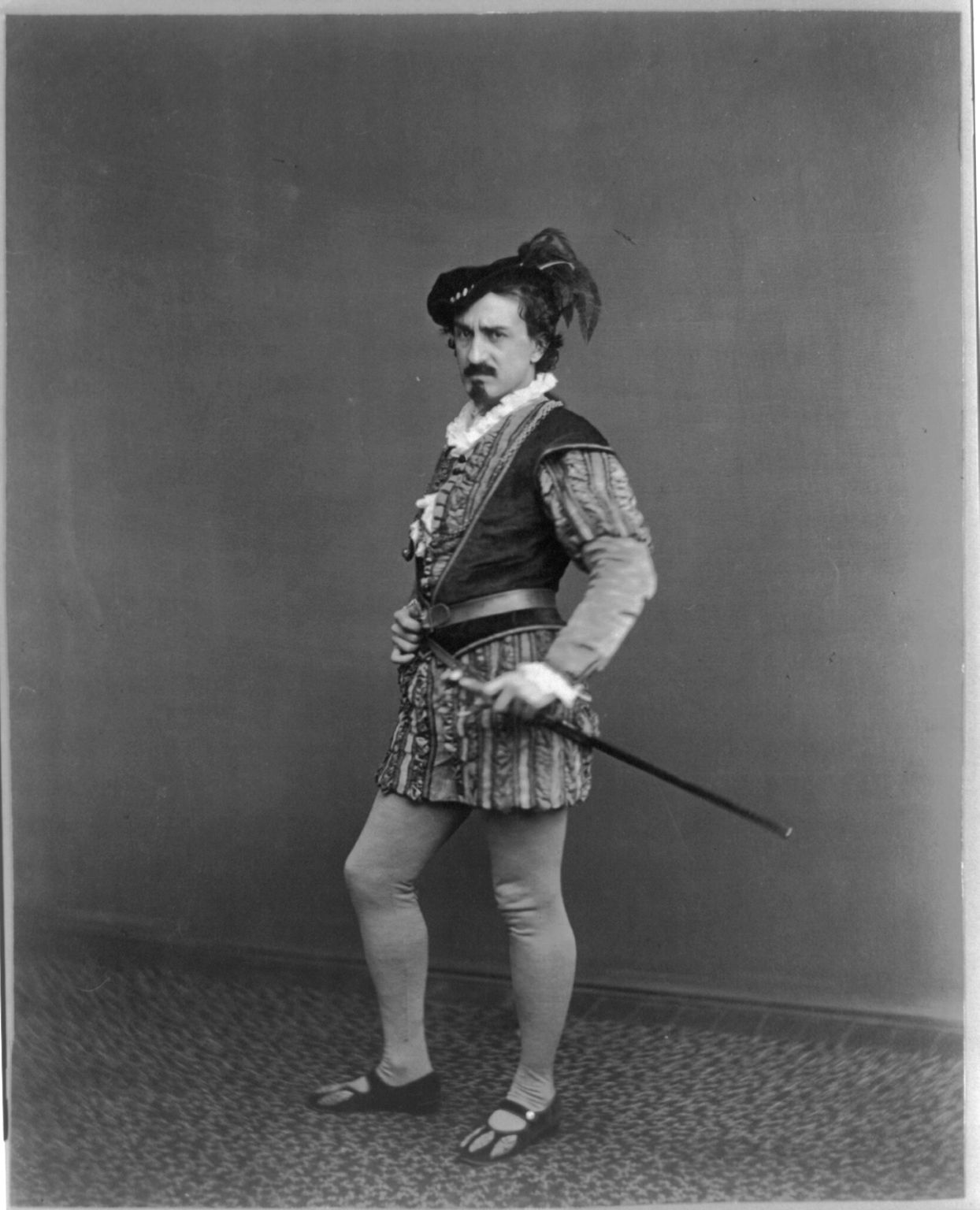
Aktor Edwin Booth jako Jago, ok. 1870

Jago (Jagon) – jedna z fikcyjnych postaci tragedii Williama Szekspira pt. Otello. Chorąży tytułowego bohatera, mąż Emilii, towarzyszki Desdemony. Za sprawą jego intryg Otello niesłusznie posądza swoją żonę o cudzołóstwo i staje się obsesyjnie zazdrosny. Jago jest kluczową postacią utworu.

## Interpretacje postaci
Ponieważ Jago w swoich działaniach posługuje się głównie sugestią, opiera też intrygę na udawaniu kogoś, kim nie jest – prawego przyjaciela, życzliwego Otellowi – więc może być interpretowany jako postać związana z aktorstwem i reżyserią.
Motywacje Jagona nie są oczywiste. Jego postępowanie może być uznane za bezinteresowne – bowiem zniszczenie Otella i jego małżeństwa z Desdemoną nie niesie ze sobą korzyści materialnych czy życiowych i oparta jest na bezinteresownej zawiści. Henryk Zbierski wskazuje jednak na inne możliwe motywacje tej postaci – Jagon ma żal do Otella, że ten pominął go przy awansie, jest też zazdrosny o urodę Kasja. W świecie i miłości niezdolny jest zobaczyć czystości i piękna, dopatruje się jedynie wulgarności, zła i brzydoty. Ponadto, zdaniem Zbierskiego, Jago charakteryzuje wrogość wobec kobiet, kalectwo emocjonalne oraz rasizm. Inni badacze wskazują też, że motywacją Jagona mogłaby być nieodwzajemniona homoseksualna miłość do Otella. Jagon bywa też odczytywany jako postać szatańska lub makiaweliczna.

## Aktorzy, którzy grali Jagona
- Saif Ali Khan
- Edwin Booth
- Kenneth Branagh
- Colm Feore
- José Ferrer
- Emrys James
- Frank Finlay
- Bob Hoskins
- Henry Irving
- Ian McDiarmid
- Tim McInnerny
- Ian McKellen
- Laurence Olivier
- Christopher Plummer
- Liev Schreiber
- Andy Serkis
- Christopher Walken
- Ewan McGregor
- Josh Hartnett
- Piotr Fronczewski